# Olympische Winterspiele 1952/Ski Alpin – Slalom (Männer)
Das Slalomrennen der Männer im alpinen Skisport bei den Olympischen Winterspielen 1952 wurde am 19. Februar am Rødkleiva in der Nähe des Holmenkollen in Oslo ausgetragen.
Der Kurs bestand aus 50 Toren und war 427 Meter lang. Zwischen Start und Ziel gab es eine Höhendifferenz von 180 Metern.
Der Österreicher Toni Spiss war im ersten Durchgang zu einer neuen Bestzeit unterwegs, doch schied er beim drittletzten Tor aus (ein Bindungsbacken am linken Ski war aus dem Holz gerissen). Im zweiten Lauf beging der in Führung liegende Norweger Stein Eriksen leichte Fehler. Ebenso der zeitgleich an Position eins liegende Hans Senger, der wegen eines Fehlers beim letzten Tor des Laufs disqualifiziert wurde. Auch dessen Landsmann Christian Pravda war außer Rand und Band und stürzte fünfmal. Demgegenüber war Othmar Schneiders Lauf hervorragend und wurde letztendlich Olympiasieger.

## Ergebnisse
| Rang | Athlet                | Nation             | Zeit       | Zeit       | Zeit        | Defizit |
| Rang | Athlet                | Nation             | Lauf 1     | Lauf 2     | Gesamt      | Defizit |
| ---- | --------------------- | ------------------ | ---------- | ---------- | ----------- | ------- |
| 1    | Othmar Schneider      | Österreich         | 0:59,5 min | 1:00,5 min | 2:00,0 min  |         |
| 2    | Stein Eriksen         | Norwegen           | 0:59,2 min | 1:02,0 min | 2:01,2 min  | +1,2 s  |
| 3    | Guttorm Berge         | Norwegen           | 1:01,1 min | 1:00,6 min | 2:01,7 min  | +1,7 s  |
| 4    | Zeno Colò             | Italien            | 1:00,9 min | 1:00,9 min | 2:01,8 min  | +1,8 s  |
| 5    | Stig Sollander        | Schweden           | 1:00,4 min | 1:02,2 min | 2:02,6 min  | +2,6 s  |
| 6    | James Couttet         | Frankreich         | 1:01,1 min | 1:01,7 min | 2:02,8 min  | +2,8 s  |
| 7    | Fred Rubi             | Schweiz            | 1:03,6 min | 0:59,7 min | 2:03,3 min  | +3,3 s  |
| 8    | Per Rollum            | Norwegen           | 1:01,6 min | 1:02,9 min | 2:04,5 min  | +4,5 s  |
| 9    | Brooks Dodge          | Vereinigte Staaten | 1:01,4 min | 1:03,3 min | 2:04,7 min  | +4,7 s  |
| 10   | Franz Bumann          | Schweiz            | 1:02,7 min | 1:02,7 min | 2:04,8 min  | +4,8 s  |
| 11   | Chiharu Igaya         | Japan              | 1:02,6 min | 1:03,1 min | 2:05,7 min  | +5,7 s  |
| 12   | Firmin Mattis         | Frankreich         | 1:02,0 min | 1:04,0 min | 2:06,0 min  | +6,0 s  |
| 13   | Benedikt Obermüller   | Deutschland        | 1:04,1 min | 1:03,4 min | 2:07,5 min  | +7,5 s  |
| 14   | Pekka Alonen          | Finnland           | 1:04,8 min | 1:03,9 min | 2:08,7 min  | +8,7 s  |
| 15   | Olle Dalman           | Schweden           | 1:04,3 min | 1:04,5 min | 2:08,8 min  | +8,8 s  |
| 16   | Willi Klein           | Deutschland        | 1:04,2 min | 1:04,7 min | 2:08,9 min  | +8,9 s  |
| 17   | Jack Reddish          | Vereinigte Staaten | 1:02,5 min | 1:06,5 min | 2:09,0 min  | +9,0 s  |
| 18   | Åke Nilsson           | Schweden           | 1:06,1 min | 1:03,4 min | 2:09,5 min  | +9,5 s  |
| 19   | Silvio Alverà         | Italien            | 1:04,5 min | 1:05,3 min | 2:09,8 min  | +9,8 s  |
| 20   | Maurice Sanglard      | Frankreich         | 1:01,4 min | 1:08,6 min | 2:10,0 min  | +10,0 s |
| 21   | Bernhard Perren       | Schweiz            | 1:03,4 min | 1:01,7 min | 2:10,1 min* | +10,1 s |
| 22   | Darrell Robison       | Vereinigte Staaten | 1:05,1 min | 1:05,1 min | 2:10,2 min  | +10,2 s |
| 23   | Albino Alverà         | Italien            | 1:04,7 min | 1:05,7 min | 2:10,4 min  | +10,4 s |
| 24   | John Fredriksson      | Schweden           | 1:06,0 min | 1:05,9 min | 2:11,9 min  | +11,9 s |
| 25   | André Bertrand        | Kanada             | 1:07,0 min | 1:06,2 min | 2:13,2 min  | +13,2 s |
| 26   | Robert Richardson     | Kanada             | 1:06,8 min | 1:07,0 min | 2:13,8 min  | +13,8 s |
| 27   | Asgeir Eyfolfsson     | Island             | 1:06,4 min | 1:09,7 min | 2:16,1 min  | +16,1 s |
| 28   | Andrzej Roj Gasienica | Polen              | 1:06,1 min | 1:23,5 min | 2:29,6 min  | +29,6 s |
| 29   | Christian Pravda      | Österreich         | 1:01,5 min | 1:48,2 min | 2:54,7 min* | +54,7 s |
| –    | Hans Senger           | Österreich         | 0:59,2 min | DSQ        |             |         |
| –    | Janez Stefe           | Jugoslawien        | 1:03,7 min | DSQ        |             |         |
| –    | Jan Ciaptak Gasienica | Polen              | 1:05,2 min | DSQ        |             |         |
| –    | Georgi Dimitrow       | Bulgarien          | 1:07,0 min | DSQ        |             |         |
| 34   | Jack Griffin          | Kanada             | 1:07,2 min |            |             |         |
| 35   | Jack Nagel            | Vereinigte Staaten | 1:07,3 min |            |             |         |
| 36   | Tine Mulej            | Jugoslawien        | 1:07,5 min |            |             |         |
| 37   | John Boyagis          | Großbritannien     | 1:08,3 min |            |             |         |
| 38   | Guy de Huertas        | Frankreich         | 1:09,1 min |            |             |         |
| 39   | Eino Kalpala          | Finnland           | 1:09,2 min |            |             |         |
| 40   | Jón Karl Sigurðsson   | Island             | 1:09,3 min |            |             |         |
| 41   | George Merry          | Kanada             | 1:09,4 min |            |             |         |
| 42   | Ermanno Nogler        | Italien            | 1:09,5 min |            |             |         |
| 42   | Mihai Bîră            | Rumänien           | 1:09,5 min |            |             |         |
| 44   | Heinrich Bierling     | Deutschland        | 1:09,9 min |            |             |         |
| 45   | Dimitar Draschew      | Bulgarien          | 1:10,1 min |            |             |         |
| 46   | Stefán Kristjánsson   | Island             | 1:10,2 min |            |             |         |
| 47   | Luis Arias            | Spanien            | 1:10,4 min |            |             |         |
| 48   | Georges Schneider     | Schweiz            | 1:11,5 min |            |             |         |
| 49   | Gunnar Hjeltnes       | Norwegen           | 1:11,6 min |            |             |         |
| 50   | Juan Poll             | Spanien            | 1:12,1 min |            |             |         |
| 51   | Pentti Alonen         | Finnland           | 1:12,5 min |            |             |         |
| 52   | Hisashi Mizugami      | Japan              | 1:12,8 min |            |             |         |
| 53   | Josef Schwaiger       | Deutschland        | 1:13,7 min |            |             |         |
| 54   | William Day           | Australien         | 1:13,9 min |            |             |         |
| 55   | Francisco de Ridder   | Argentinien        | 1:16,0 min |            |             |         |
| 56   | Eduardo Silva         | Chile              | 1:16,2 min |            |             |         |
| 57   | Ion Coliban           | Rumänien           | 1:16,6 min |            |             |         |
| 57   | Jan Płonka            | Polen              | 1:16,6 min |            |             |         |
| 59   | Ștefan Ghiță          | Rumänien           | 1:17,6 min |            |             |         |
| 60   | Dimitri Atanassow     | Bulgarien          | 1:18,7 min |            |             |         |
| 61   | Francisco Viladomat   | Spanien            | 1:18,9 min |            |             |         |
| 62   | Jaime Errázuriz       | Chile              | 1:19,0 min |            |             |         |
| 63   | Sergio Navarrete      | Chile              | 1:20,9 min |            |             |         |
| 64   | Luis de Ridder        | Argentinien        | 1:21,0 min |            |             |         |
| 65   | Denis Feron           | Belgien            | 1:21,1 min |            |             |         |
| 65   | Bob Arnott            | Australien         | 1:21,1 min |            |             |         |
| 67   | Otto Jung             | Argentinien        | 1:21,7 min |            |             |         |
| 68   | Peter Pappenheim      | Niederlande        | 1:22,6 min |            |             |         |
| 69   | Georgi Mitrow         | Bulgarien          | 1:22,8 min |            |             |         |
| 70   | Pablo Rosenkjer       | Argentinien        | 1:23,3 min |            |             |         |
| 71   | Stefan Dziedzic       | Polen              | 1:25,1 min |            |             |         |
| 72   | Luis Molné            | Spanien            | 1:26,5 min |            |             |         |
| 73   | Michel Feron          | Belgien            | 1:27,0 min |            |             |         |
| 74   | Dick Pappenheim       | Niederlande        | 1:29,1 min |            |             |         |
| 75   | William Hunt          | Neuseeland         | 1:29,5 min |            |             |         |
| 76   | Barry Patten          | Australien         | 1:29,6 min |            |             |         |
| 77   | Andrei Kovacs         | Rumänien           | 1:31,0 min |            |             |         |
| 78   | József Piroska        | Ungarn             | 1:33,5 min |            |             |         |
| 79   | Antoin Miliordos      | Griechenland       | 2:26,9 min |            |             |         |
| –    | Toni Spiss            | Österreich         | DNF        |            |             |         |
| –    | Niilo Juvonen         | Finnland           | DNF        |            |             |         |
| –    | Haukur Sigurðsson     | Island             | DNF        |            |             |         |
| –    | Noel Harrison         | Großbritannien     | DNF        |            |             |         |
| –    | Ibrahim Geagea        | Libanon            | DNF        |            |             |         |
| –    | Alexandros Vouxinos   | Griechenland       | DNF        |            |             |         |
| –    | Angelos Lembesi       | Griechenland       | DNF        |            |             |         |

* inklusive 5 Sekunden Strafe